# Wielka Rycerzowa
Wielka Rycerzowa (tschechisch/slowakisch Rycierova hora, deutsch: Großer Ritterberg) ist ein 1226 Meter hoher Berg in Polen in den Saybuscher Beskiden. Er befindet sich in dem Massiv Wielka Racza.
Der Gipfel liegt auf polnischem Staatsgebiet unweit der Grenze zur Slowakei. 
Die Hänge sind bewachsen. Auf der Gipfelalm befindet sich die Berghütte Rycerzowa-Hütte.

## Lage
Über den Berg verläuft die Europäische Hauptwasserscheide zwischen dem Schwarzen Meer (Donau) und der Ostsee (Weichsel). Auf den Berg führen mehrere Wanderwege.